# Museu do Clube de Regatas do Flamengo
O Museu Flamengo, popularmente conhecido como Museu do Flamengo, ou Museu do Clube de Regatas do Flamengo, ou ainda Museu da Gávea, e até 2023 chamado de Museu Fla Memória é um museu dedicado à história do Clube de Regatas do Flamengo. O espaço fica localizado dentro da Sede social do Clube, na Gávea, e é uma das atrações do local.
Através de 14 salas temáticas, o visitante tem contato com a história do clube e de momentos marcantes da agremiação, não só no futebol, mas em todas as modalidades que o clube se faz presente. Documentos históricos - como o primeiro contrato profissional do Zico, datado de 1973 - e conquistas históricas - como a primeira taça conquistada pelo clube, o Troféu Jarra Tropon, em 1900, uma Regata Internacional que comemorava o IV Centenário do Descobrimento do Brasil - são algumas das atrações do espaço.

## História
O evento de lançamento do Museu Flamengo deu-se em Novembro de 2010, na gestão da presidente Patrícia Amorim. No evento, uma "cápsula do tempo" (uma caixa de aço escovado) - contendo três uniformes oficiais do Flamengo autografados; mensagem da presidente do clube, Patrícia Amorim e de torcedores ilustres; cartas dos curadores do museu; e vídeo com depoimentos de alguns jogadores - foi lacrada para ser aberta somente em 2021, no aniversário de dez anos do museu.
Em 15 de novembro de 2011, o espaço dedicado ao museu foi aberto ao público, mas como a obra ainda não estava totalmente terminada, o clube utilizou o local para fazer uma espécie de exposição com parte da obra do museu, e chamando o espaço de "Fla Experience".
Em 14 de novembro de 2014, na semana de comemoração dos 119 anos do clube, a agremiação finalmente inaugurou seu museu. À época, o espaço foi chamado de Museu Fla Memória, e era um espaço interativo para emocionar o torcedor relembrando grandes conquistas do clube.

### Expansão
Um projeto de expansão do museu começou em 2021 - como parte do programa de revitalização da sede social do clube intitulado "Gávea Século XXI" - e em 5 de agosto de 2023 o espaço foi reinaugurado com o nome Museu Flamengo. Ao final do projeto, com previsão para ser concluído em 2025, o museu terá 2.000m².

## Calçada da Fama do Flamengo
Uma das atrações do museu é a Calçada da Fama do Flamengo, que fica na entrada principal da Sede social do Clube, na Gávea, junto ao museu, e é composta de placas de mármore com o nome de grandes atletas e técnicos de várias modalidades esportivas da história do clube. Ela foi inauguarada em 20 de maio de 2000, na gestão do presidente Edmundo dos Santos Silva. Em 10 de novembro de 2012 na gestão de Patricia Amorim, uma segunda fase da calçada foi inaugurada com novas placas homenageando mais atletas.
Atualmente, a calçada da fama do clube é um projeto mantido pelo Museu do Flamengo em parceria com o Instituto Atleta Rubro-Negro, que fez o resgate da memória olímpica do clube.

### Atletas homenageados
- Fonte: 
  - 1ª Turma: Jornal do Brasil[20]
  - 2ª Turma: Flamengo.com.br[25]

#### Arco e Flecha
- Esporte não contemplado na 1ª Turma (2000).

2ª Turma (2012)
 Ingeborg Fricke

 José Silvio Jessinek

 Kika Dias

 Lourdes Paiva

 Ludmila Nunes

 Luis Carlos Miragaia

 Murilo Cruz Filho

 Paulo Pomo

#### Atletismo
1ª Turma (2000)
 Ulisses Malagutti

 Ulisses Laurindo

 Karlheinz Matthias

 José Telles da Conceição

 Tião Mendes

 Waldomiro Monteiro

 Jandir Assis

 Érica Lopes (A Gazella Negra)

 Walter Arnaldo Kupper

 Leda dos Santos

 Aladyr Corrêa

 Carlos Geraldo Moschen

 Luiz Bianchi

 Érico Falcão

 José Xavier de Almeida

2ª Turma  (2012)
 Ana Paula Carvalho Pereira

 Janete Mayal

 Márcia Narloch

 Nivaldo Batista (Careca)

#### Basquetebol
1ª Turma (2000)
| Placa de Mármore             | Atletas Mencionados |
| ---------------------------- | --- |
| Time Decacampeão (1951-1960) | Morena, Adamo Bertulita, Zeni Azevedo (Algodão), Debinha, Artur, Evora (Afonso), Godinho, Haroldo Lobo, Mário Hermes, Guguta, Edson, Odin, Gedeão, Zé Mário Júlio Schreider (Julinho), Tião Mendes, Pilla, Raul, Paulo César Pereirinha, Paulista, Renato, Willy, Miguel, Waldemar, Walter Almeida, Bob Zagury, Raimundo, Zé Coqueiro, Oto, Barone, Jamil Hadad, Igrejas, Simões, Mical |
| Time Bicampeão               | Marina, Regina, Ivanira, Angelina, Delcy, Edyr Marques (Didi), Luiza Helena Micelli, Norminha, Carmen Marques (Godinha) |

2ª Turma (2012)
 Alírio Souza

 Cadum

 Daniel Soares

 Eduardo Machado (Duda)

 Fernando Alvim

 Fernando Coloneze

 Frederico Santos

 Hélio Vito Lima

 Jefferson Antônio

 Marcelinho Machado

 Marcellus Silva

 Marcelo Vido

 Marquinhos Abdala

 Mauri

 Milton Junior (Carioquinha)

 Nilo Guimarães

 Paulinho Villas Boas

 Pedro Cesar Ferrer Cardoso (Pedrinho)

 Pipoka

 Rafael Bábby

 Roberto Ferreira Tocantins

 Sérgio Machado (Macarrão)

 Wagner Mattos

 Waldir Bocardo

#### Bocha
1ª Turma (2000)
 Nilson Nogaroli

 Nelson Nogaroli

 Drasto Angeli

 Américo Angeli

 César Angeli

 Ademar Toscano de Medeiros

2ª Turma (2012)
 Adir Angeli

 Antonieta Oliveira

 Bada Angeli

 Cecília Dourado

 Ilcair Nogaroli

 Maria Amaral

 Maria José Nogaroli

 Nilcea Nogaroli

 Olívia Tavernasi

#### Boxe
1ª Turma (2000)
 Jack Borderone
2ª Turma (2012)
 Clementino Pinto

 Paulo Roberto Bitencourt

 Pedro Afonso (Pedrão) 

#### Ciclismo
- Esporte não contemplado na 1ª Turma (2000).

2ª Turma (2012)
 Claudio Eduardo

 Claudio Renato

 Conzy Caldeira

 Eduardo Campelo

 Ingeborg Fricke

 Jorge Oliveira

 José Gomes

 Luiz Vila Real

 Marta Elizabeth Schoreder

 Marta Teixeira

 Murilo Florindo

 Regina Mendes

 Rosane Saavedra

 Sérgio Francisco de Paula

 Suzi Elen

 Wilson Ronaldo

#### Esgrima
1ª Turma (2000)
 Iolanda Coutinho

 Maria Ieda Coutinho

 Maria Eugênia Pereira da Cunha

 Nadia Ziboroff

 José Maria Andrade Pereira

 Rodolfo Botino

 Armando Botino

 Sistilo Botino

 Mário Botino

2ª Turma (2012)
 Amélia Pacheco Bernardo

 Carlos Luiz do Couto

 Dolores Pianezola

 Fausto Rico

 Jean Benito Pianezola

 Luciano Almir

 Moacir Dunham

 Rita Terezinha Freitas

#### Futebol
2ª Turma (2012)
| Placa de Mármore                                | Atletas Mencionados |
| ----------------------------------------------- | --- |
| Equipe Campeã do Torneio Rio-São Paulo de 1940  | |
| Equipe Campeã do Torneio Rio-São Paulo de 1961  | Fernando, Ari Carlos, Joubert, Bolero, Jordan, Babá, Hugo, Jadir, Carlinhos, Joel, Moacir, Gérson, Henrique Frade, Hilton , Luís Carlos, Dida, Germano , Othon, Norival, Espanhol, Manuelzinho; técnico: Fleitas Solich |
| Equipe Campeã da Copa Ouro da CONCACAF de 1996  | Roger, Fabiano, Jorge Luís, Juan, Ronaldão, Válber, Paulo César, Zé Maria, Alcir, Gilberto, Athirson, Pedrinho, Mancuso, Márcio Costa, Pingo, Gláucio, Iranildo, Léo Inácio, Marco Aurélio Jacozinho, Nélio, Aloísio Chulapa, Marques, Sávio, Adilson; técnico: Joel Santana                                                                           |
| Equipe Campeã do Campeonato Carioca de 2001     | Clemer, Júlio César, André Bahia, Fernando, Gamarra, Juan, Alessandro, Bruno Carvalho, Cássio, Carlinhos, Jorginho, Leandro Ávila, Luciano Netter, Rocha, Andrezinho, Beto, Fábio Augusto, Petković, Adriano, Edílson, Leandro Machado, Reinaldo, Rodrigo Gral, Roma; técnico: Zagallo                                                                 |
| Equipe Campeã da Copa dos Campeões de 2001      | Júlio César; Clemer; Alessandro, Juan, Fernando (Gamarra), Cássio; Leandro Ávila, Rocha, Beto, Petković; Reinaldo e Edílson; Bruno Carvalho, Maurinho, Jorginho, Fábio Augusto, Leandro Machado, Adriano, Roma. técnico: Zagallo. |
| Equipe Campeã do Campeonato Carioca de 2004     | Diego, Júlio César, Anderson Luiz, Fabiano Eller, Henrique, Júnior Baiano, Renan, Thiago Campos, Gauchinho, Rafael, Reginaldo Araújo, Julio César, Niel, Roger Guerreiro, Da Silva, Douglas Silva, Ibson, Jônatas, Robson, Andrezinho, Fábio Baiano, Felipe, Juliano, Rafael Gaúcho, Vinícius Pacheco, Zinho, Diogo, Flávio, Jean. Técnico: Abel Braga |
| Equipe Campeã da Copa do Brasil de 2006         | Diego; Leonardo Moura, Renato Silva, Fernando (Ronaldo Angelim),Juan; Léo (Renato Augusto), Júnior (Toró), Jônatas, Renato; Ramírez (Obina) e Luizão. técnico: Ney Franco. |
| Equipe Campeã do Campeonato Carioca de 2007     | |
| Equipe Bi-Campeã do Campeonato Carioca de 2008  | |
| Equipe Tri-Campeã do Campeonato Carioca de 2009 | |
| Equipe Campeã do Campeonato Brasileiro de 2009  | Bruno; Léo Moura, Álvaro, Ronaldo Angelim, Juan (Éverton); Maldonado (Toró), Airton, Willians, Petković; Zé Roberto (Emerson) e Adriano. técnico: Andrade. |
| Equipe Campeã do Campeonato Carioca de 2011     | |

#### Ginástica Olímpica
1ª Turma (2000)
 Luiza Parente

 Soraya Carvalho

2ª Turma (2012)
 Ana Paula Luck

 Anne Milane

 Aureliano do Carmo

 Claudia Magalhães

 Daniele Hypólito

 Diego Hypólito

 Guilherme Sagesse

 Jade Barbosa

 Jéssica Marinho

 Luiz Heitor Gonçalves

 Mário Tomaz

 Pietro Leddomado

 Ricardo Nassar

 Sérgio Jatobá

 Sílvia Mendes

 Tatiana Figueiredo

 Úrsula Flores

 Victor Rosa

 Viviane Cardoso

#### Ginástica Rítmica Desportiva (GRD)
- Esporte não contemplado na 1ª Turma (2000).

2ª Turma (2012)
 Luiza Lopes Pessoa

#### Handebol
- Esporte não contemplado na 1ª Turma (2000).

2ª Turma (2012)
 Alberto Shick

 Alfredo

 André Menezes

 Antônio Hulk

 Antônio Leão

 Armando

 Armênio

 Cacá

 Claudio

 Collin Turnbull

 Eduardo Amaral

 Ezequiel

 Fabio Cerqueira

 Flavio Cassilate

 Gilberto Hélio

 Ivaney

 Jean Londechamp

 João Batista

 José Luis Espanhol

 Júlio Paixão

 Luis Fernando

 Marcelão Chaves

 Marcos Malafaia

 Maurício Jordy

 Moacir Trombetta

 Pedrinho Renato

 Ricardo Zorro

 Ronald Amorim

 Ronaldo Jacaré

 Roque

 Sérgio Ferreira

 Sérgio Volpato

 Sérgio Savin

 Sílvio

 Walber

 Walter Baianinho

 Zé Ricardo

#### Hipismo
1ª Turma (2000)
 Hélio Pessoa

 José Mário Guimarães

#### Iatismo
- Esporte não contemplado na 1ª Turma (2000).

2ª Turma (2012)
 Carmem Godinho

 Dayse Lamberg

 Heloisa Menezes

 Lygia Junqueira

#### Jogos da primavera
- Nenhum nome foi incluído na 1ª Turma (2000).

2ª Turma (2012)
 Ingeborg Fricke

#### Jogos Infantis
- Nenhum nome foi incluído na 1ª Turma (2000).

2ª Turma (2012)
 Augusta Suzart 1953

 Luisa Helena Miceli 1954

 Norma Pinto de Oliveira 1962

 Márcia Martins Cruz 1963

 Sheila Liznievscky 1964

 Sonia Aschkenasi 1965

#### Judô
- Esporte não contemplado na 1ª Turma (2000).

2ª Turma (2012)
 Alberto Nogueira Carvalho

 Breno Viola (Paralímpico) 

 Ezequiel Paraguassu

 Frederico Reichler

 Karla Cardoso (Paralímpica) 

 Márcio Pimentel

 Rosicleia Campos

#### Nado Sincronizado
- Esporte não contemplado na 1ª Turma (2000).

2ª Turma (2012)
 Beatriz Leite

 Caroline Hildebrandt

 Duda Werneck

 Erika McDavid

 Giovana Stephan

 Glaucia Heier

 Lorena Molinos

 Michele Frota

#### Natação
1ª Turma (2000)
 Lygia Cordovil

 Lídia Von Iehring

 Guilhere Catramby

 Piedade Coutinho

 Geysa de Carvalho de Nova Monteiro

 Armando Coelho de Freitas

 Scyla Venâncio

 Maria Elisa Guimarães

 Eliane Motta

 Eliete Motta

 Moacyr Marques Machado

 Rômulo Arantes (Rominho)

 Ricardo Prado

 Patrícia Amorim

 Ivan Freysleben

 Pedro Paulo Carsalade

 Cassio Pereira da Cunha

2ª Turma (2012)
 Alexandre Hermeto (Mineiro)

 André Teixeira

 Antônio José Costa Ferreira (1896) 

 Augusto Lopes (1896) 

 Bernardo Pinto Carneiro (1896) 

 Carmen Elbas Neri

 César Cielo

 Christiane Fanzeres

 Claudia Alves Silva

 Cristina Callou

 Deborah Frochtengarten

 Edmundo Furtado (1º Campeão/1899) 

 Emanuel Fortes do Nascimento

 Fabrizio Perricone

 Fernando Saez

 Fernando Scherer (Xuxa)

 Gilberto Silva

 Irany Ornellas

 José Claudio Santos (Zequinha)

 José Geraldo Moreira

 Luiz Felipe Villas Boas

 Luiz Rodolpho de Castro Sobrinho

 Mariana Brochado

 Newton Mendonça Filho

 Pedro do Rego Monteiro

 Rafael Mosca

 Raphael de Thuin

 Raquel Finizola

 Renis Gabriel

 Roberta Perrone

 Ronald Menezes

 Rosamaria Prado

#### Patinação Artística
1ª Turma (2000)
 Maria e Erik Schluter

 Michele Wollens
2ª Turma (2012)
 Bianca Beier

 Daniela Beier

 Daniela Franceschini

 Fernanda Franceschini

 Mário Bessa

 Monica Mayer

 Rosane Canário

#### Peso/Halteres
1ª Turma (2000)
 José Francisco da Silva

 Álvaro Domingues

 Odail Martins

 Tulio Mafra

 Carlos Cruz

 Aroldo Borges Leitão

 Bernardo dos Santos

 Waldemar Silveira

 Mário Diniz

 César Chaves

2ª Turma (2012)
 George Ferreira da Costa (Pneu)

 Waldemar Silveira

#### Polo Aquático
- Esporte não contemplado na 1ª Turma (2000).

2ª Turma (2000)
 Adhemar (1917 1º título) 

 Adriana Maximiliano (Maninha)

 Alexandre Miranda

 André Cao

 André Capiberibe

 Andrew (1917 1º título) 

 Ayrton Santos

 Carlos Uchoa

 Cecília Canetti

 Claudia Alencar

 Cordeiro (1917 1º título) 

 Danilo de Sá

 Drummond (1917 1º título) 

 Fernando Rocha (Rochinha) 

 Ilana Pinheiro

 John Pullen (1917 1º título) 

 Jorge Cordeiro

 Julia Albuquerque

 Kátia Alencar

 Letícia Furtado

 Leticia Vorcaro

 Luis Paulo Marques

 Luiz Guilherme Sanchez

 Manuela Canetti

 Marcelo Carsalade

 Marcelo França Magalhães

 Marcelo Porto

 Márcia Rolim

 Marcus Vinícius França Magalhães

 Marina Canetti

 Mauricio Pires

 Paulo Abreu (Su) 

 Rafael Murad

 Ronaldo Martins

 Santos (1917 1º título) 

 Savio Franco

 Sérgio Figueiredo

 Sidney Pullen (1917 1º título) 

 Wager Beta 

#### Remo
| Placa de Mármore                                                                   | Atletas Mencionados |
| ---------------------------------------------------------------------------------- | --- |
| 1ª Guarnição 1895                                                                  | José Felix Cunha Menezes, Mário Espínola, Maurício Pereira, Felisberto Laport, Nestor de Barros                                                           |
| Regata do IV Centenário da Descoberta do Brasil (1900): 1º Páreo = Troféu Tropon   | Pedro Pinto Lima, Álvaro Costa, Jordano Laport, Álvaro Tourinho, Edmundo Furtado                                                                          |
| Regata do IV Centenário da Descoberta do Brasil (1900): 5º Páreo = Medalha de Ouro | Napoleão de Oliveira, Álvaro Costa, Jordano Laport, José Agostinho P. da Cunha, Edgard Magalhães, César Espínola, Ribas de Faria                          |
| Guarnição Invencível: Aymoré 1917                                                  | Oswaldo Palhares, Haroldo B. Leitão, Adriano G. Fernandes, Guilherme Guia, Manoel Albernaz, Artur Sá Brito, Everaldo Peres, Alcides Vieira, Jocasso Gleck |
| Raid Rio-Santos de 1928                                                            | João Segadas Viana, Antônio João Ribeiro |
| Raid Rio-Santos de 1932                                                            | Ângelo Gammaro (Angelu), Antônio Rebelo Jr. (Engole Garfo), Alfredo Corrêa (Boca Larga)                                                                   |
| Arnaldo Voigt                                                                      | |
| Pascoal Caetano Rapuano                                                            | |
| Mario Pereira da Cunha                                                             | |
| Francisco Silênio M. da Silva (Carnaval)                                           | |
| Ricardo Ibarra                                                                     | |
| Harry Klein                                                                        | |
| Wandir Kuntze                                                                      | |
| Raul Bagatine                                                                      | |
| Roldão Macedo                                                                      | |
| José Carlos Valença Ivo (Pablito)                                                  | |
| Érico Vicente de Souza                                                             | |
| Arnaldo Costa                                                                      | |
| André Gustavo Richer                                                               | |
| Lon Teixeira de Menezes                                                            | |
| Nelson Parente                                                                     | |
| Nelson Parente Filho                                                               | |
| Álvaro Portinho de Sá (Alvaralhão)                                                 | |
| Hugo Bastier                                                                       | |
| Francisco Cândido de Araujo (Galeão)                                               | |
| Afro Fontoura                                                                      | |
| Hans Vitts                                                                         | |
| Everaldo Peres                                                                     | |
| Adelmar Burgos                                                                     | |
| Geraldino Jesus S. Silva                                                           | |

2ª Turma (2012)
 Alex Zenaro (Escaler)

 Alisson Araujo

 Amanda Duarte

 Ana Carolina Custódio

 Arnaldo Borgerth (1906)

 Beto Negão

 C. Treidler

 Claudio Angeli

 Daniel Amorim

 Deborah Amorim

 Dirceu Marinho

 Edgar Kniriem (Pavão)

 Erasmo de Souza Rocha

 F. Baldi

 F. Bricio

 Fabiana Beltrame (1ª campeã mundial/2011) 

 Felipe Cobra (Popó)

 Flavio Costa

 Franquilin Oliveira

 G. Caldas

 G. Esteves

 George Ferreira da Costa (Pneu) 

 Gustavo Costa

 H. Martins

 H. Morand

 Henrique Candido Camargo 

 Henrique Johann

 Isac Palhares

 J. Furtado

 José Carlos Angeli (Pezinho)

 José Plicher dos Campos

 José Rocha

 Julio Vellozo de Castro Sobrinho

 L. Furtado

 Lucas Porto

 Luiz Alberto Angeli

 Luiz Quadros

 Maciel Costa

 Manuel Novo

 Manuel Santos

 Marcelo Oliossi (Smigol)

 Maria Virginia Montenegro (1ª remadora /1930) 

 Oc. Palhares (1906 taça da cristal) 

 Olidomar Trombetta

 P. Mascarenhas

 Paulo Macário

 Pedro Rocha

 R. Hermany 

 Raul Machado

 Renata Görgen

 Roberto Nahon

 Rodrigo Görgen

 Rodrigo Paiva

 Ruy Kopper

 V. Villiot (1906 taça de cristal) 

 Waldemar Trombetta

 Wilson de Freitas Coutinho

#### Tênis
1ª Turma (2000)
 César Albuquerque Barbosa

 Maria Helena Amorim

 Guilherme Viana

 Sônia Aschkenasi

 James Rothman

2ª Turma (2012)
 Antonio Marcilio

 Bruno Lapoli

 Bruno Wilckbold

 Daniel Viera

 Daniel Wajnberg

 Fernando Hoffmann

 Fernando Lapoli

 Geraldo Nascimento

 Inara Freitas

 Juan Pablo Ethecoin

 Lícia Granjeiro

 Rosa Maria Basílio

 Tatiana Tamburini

#### Tiro Esportivo
1ª Turma (2000)
 Paulo Bandeira de Mello

 Alberto Pereira Braga

#### Voleibol
1ª Turma (2000)
| Placa de Mármore                               | Atletas Mencionados |
| ---------------------------------------------- | --- |
| Velha Guarda                                   | João Câncio Neto, John O'Shea, Antônio Elosi, Hélio Cerqueira, Lúcio Figueiredo, Paulo Pinto, Willington Dias, Luiz Ferreira (Passarinho) |
| Time Campeão dos Campeões (Rolinho Compressor) | Rosa Maria O'Shea, Pequenina Azevedo, Norma Telles Pires, Carmen Castelo Branco, Carmen Marques (Godinha), Marlene Guedes, Marina Meneses, Leila Peixoto, Lígia Cossenza, Marlene Shenkel, Wilma de Andrade, Vilma Fernandes, Aida Passos, Norma Vaz |

2ª Turma (2012)
 Alexandre Abeid

 Ana Lucia Vieira

 Andréia Nadrus

 Bernard Rajzman

 Bernardo Resende (Bernardinho)

 Carla Faria Souza

 Denise Matiolli

 Fabiana Alvim (Fabi)

 Georgia Scher

 Heloísa Roese

 Inês Salgado

 Isabel Salgado

 Jacqueline Silva

 Kátia Andréia Lopes

 Leandro Vissotto

 Leila Barros

 Letícia Pessoa 

 Loiola

 Marcus Vinicius Freire

 Nalbert

 Regina Villela

 Tande

 Valeskinha

 Virgínia Canetti

 Virna Dias

 Viviane Ripper

#### Xadrez
1ª Turma (2000)
 Henrique Mecking